# Ansambel Modrijani
Ansambel Modrijani so narodnozabavna zasedba, ki deluje od leta 2000. Izvajajo narodnozabavno in zabavno glasbo s petglasnim petjem. Vsako leto organizirajo koncert Noč Modrijanov. Njihova najbolj znana pesem je Ti moja rožica.

## Zasedba
Ansambel sestavljajo bratranca vokalist Blaž Švab in harmonikar Rok Švab ter brata kitarist Peter Oset in basist Franjo Oset. Zadnja leta dodatni vokal poje Sergije Lugovski.

## Delovanje
Na začetku glasbene poti jim je kot mentor skladbe pisal predvsem Brane Klavžar (Ansambel Braneta Klavžarja), ki je Roka Švaba učil igrati harmoniko in jih je nekoč slišal igrati v eni izmed restavracij, kjer so zabavali občinstvo. Pod njegovim vodstvom in z njegovimi skladbami so se zelo uspešno udeležili svojih prvih festivalov. Nekje v tem času sta jim nekaj skladb prispevala tudi Tine Lesjak (Ansambel Bratje iz Oplotnice) in Franc Šegovc (Ansambel Štirje kovači). Pozneje so začeli lastne skladbe pisati sami, predvsem Rok Švab.
Ansambel Modrijani se loči od ostalih tovrstnih skupin zaradi vpeljevanja različnih novosti v narodnozabavno glasbo. Tako so posneli nekaj pesmi, v katerih se da zaslediti primesi pop glasbe. V letu 2016 so za novo pesem Si srečna z mano kot prvi posneli videospot s 360 stopinjsko kamero. Ogled posnetka je možen preko računalnika, kjer uporabnik z miško izbira kot gledanja, ali z mobilnim telefonom, ki ga lahko po prostoru obrača v radiju 360 stopinj.
Leta 2016 so za pesem Moja, ki so jo izdali tudi na istoimenskem albumu tri leta pred tem, posneli še špansko verzijo z naslovom Mia. Pri tem jim je pomagal kubanski glasbenik Ariel Cubría, ki je 20 let živel v Sloveniji, zdaj pa živi v Londonu. Producent posnetka, za katerega so posneli tudi nov videospot, pa je bil še en njihov glasbeni prijatelj in tudi glasbeni producent Noči Modrijanov Martin Juhart (član Ansambla Poskočni muzikanti).
Leta 2017 so z dovoljenjem avtorja Hermanna Weindorfa priredili skladbo Rock me, za katero so posneli tudi videospot. Prvič so pesem sicer izvedli že na Noči Modrijanov 2016. Videospot, ki so ga posneli v Gostilni Grof na Vranskem, je že v slabem mesecu dni dosegel milijon ogledov. Istega leta so prejeli tudi viktorja popularnosti za najboljšo glasbeno osebnost oziroma skupino v letu 2016. To je bil za njih tretji viktor, saj so ga prejeli tudi za leti 2012 in 2013. V 2018 so priredili skladbo Donnawedda skupine Voxxclub in jo naslovili Huda ura rock nažiga, leto za tem pa posneli skladbo Sreča je v naju, ki je bila uporabljena tudi v oglasnih spotih trgovske verige Tuš. Leta 2021 so Modrijani ob 10-letnici izida pesmi Ti, moja rožica le-to ponovno posneli v remix obdelavi (Ti, moja rožica 2022) ter posneli novo pesem z naslovom Ni Slovenca, ki ne vriska.

### Sodelovanja
Modrijani so v času svojega delovanja večkrat združili moči skupaj še s katerim narodnozabavnim ansamblom ali katerim drugim glasbenikom solistom. Tako so posneli pesmi v sodelovanju z ansambli Štirje kovači, Toneta Rusa, Čuki, Storžič, Zlati muzikanti in drugimi, izmed solistov pa med drugim z Eldo Viler, Natalijo Verboten in do sedaj tri pesmi tudi z Janom Plestenjakom. Večina teh glasbenih projektov je zbrana na 10. albumu, ki je izšel leta 2009, Modrijani z gosti.
Leta 2014 so posneli duet z Janom Plestenjakom in kitaristom Zdenkom Cotičem - Cotom. Za pesem En poljub so takrat izdali tudi videospot. 2 leti pozneje, leta 2016, so z istima izvajalcema in Ansamblom Poskočni muzikanti posneli tudi pesem Kok' nam je luštn', za katero so ustvarili tudi videospot. Leta 2017 so združili moči tudi z Isaacom Palmo, argentinskim pevcem, ki živi v Sloveniji in se je uspešno predstavil v šovu Slovenija ima talent. Z njim so posneli skladbo Hočem le tebe.

## Noč Modrijanov
Ansambel Modrijani vsako leto organizira koncert Noč Modrijanov, na katerem poleg gostiteljev nastopi tudi veliko drugih glasbenih gostov iz celotne Slovenije. Karte za to prireditev, ki jo izvedejo dvakrat zapored v mesecu oktobru, poidejo že v nekaj minutah. Prvič so jo organizirali leta 2003 na Dobrni pred zdraviliškim domom. Od leta 2009 so jo organizirali v celjski dvorani Golovec, leta 2013 so se preselili v Športno dvorano Zlatorog.
Prvič so koncert izvedli dvakrat leta 2011, saj je bil izjemno hitro razprodan. Tako je ostalo tudi naslednja leta. Karte za oba dneva Noči Modrijanov 2014 so pošle že v treh minutah kljub omejitvi nakupa desetih vstopnic na osebo. Za oba koncerta skupaj je bilo na voljo 10000 vstopnic.
Leta 2015 Noči Modrijanov zaradi prezasedenosti ansambla s številnimi nastopi in drugimi obveznostmi ni bilo.

## Uspehi
Ansambel Modrijani je osvojil vrsto nagrad na različnih narodnozabavnih festivalih. Najpomembnejše so:
- 2001: Festival Cerkvenjak - 2. nagrada občinstva.
- 2001: Festival Vurberk - 3. nagrada občinstva (Bronasti zmaj), 2. nagrada strokovne komisije in Šifrarjeva plaketa za najboljšo vokalno izvedbo.
- 2002: Festival Števerjan - 1. nagrada občinstva.
- 2002: Festival Ptuj - 1. nagrada občinstva in Korenova plaketa za najboljšo vokalno izvedbo.
- 2002: Festival Vurberk - 1. nagrada občinstva (Zlati zmaj), najboljša skladba po izboru radijskih postaj (Spomin na pevca še živi), 2. nagrada strokovne komisije in Šifrarjeva plaketa za najboljšo vokalno izvedbo (izjemoma podeljena drugič).
- 2003: Slovenska polka in valček - Najboljši valček: Ajda na polju.
- 2003: Festival Števerjan - Absolutni zmagovalci strokovne komisije.
- 2003: Večer slovenskih viž v narečju - 1. nagrada občinstva.
- 2003: Festival narečnih popevk - Zmagovalna skladba: Moje dekle.
- 2004: Slovenska polka in valček - Najboljši valček: Neskončno zaljubljena.
- 2005: Festival Vurberk - Najboljša pesem po izboru radijskih postaj: Srce je hotelo drugega, 3. nagrada občinstva (Bronasti zmaj).
- 2005: Festival Ptuj - 1. nagrada občinstva: Ostani z menoj.
- 2005: Festival  Cerkvenjak - 3. nagrada strokovne komisije.
- 2006: Slovenska polka in valček - Najboljša pesem po izboru gledalcev: Tvoje solze me bolijo.
- 2008: Slovenska polka in valček - Najboljši valček po izboru strokovne komisije in najboljša pesem po izboru gledalcev: Pusti mi pesmi.

## Diskografija
Do sedaj so izdali 14 albumov, večina izmed njih je prejela nagrade za visoko število prodanih izvodov:
1. Daleč je dom (2001 - srebrna plošča)
2. Spomin na pevca še živi (2003 - platinasta plošča)
3. Neskončno zaljubljena (2004 - zlata plošča)
4. Kjer je glasba, tam smo mi (2005)
5. Tvoje solze me bolijo (2006 - mala plošča)
6. Božič z Modrijani (2006 - zlata plošča)
7. Poljub pod pajčolanom (2007 - srebrna plošča; 2009 - zlata plošča)
8. Kam šel je čas ... (2007 - srebrna plošča)
9. Pusti mi pesmi (2008 - zlata plošča)
10. Modrijani z gosti (2009 - srebrna plošča)
11. Na stare lepe čase (2010)
12. Ti moja rožica (2012)
13. Moja (2014)
14. Rock me (2017)

Izdane so bile tudi tri kompilacije z največjimi uspešnicami:
- Uspešnice 1 (2007) - založba Zlati zvoki
- Uspešnice 2 (2008) - založba Zlati zvoki
- Modrijanova rož'ca (2016) - založba VOX

## Največje uspešnice
Ansambel Modrijani je znan po naslednjih skladbah:
- Daj mi poljub (s Čuki)
- En poljub (z Janom Plestenjakom in Zdenkom Cotičem - Cotom)
- Kiss me
- Klic srca (z Eldo Viler)
- Moja
- Pomigaj malo
- Povej
- S teboj
- Tebi
- Ti moja rožica
- Ime očeta
- Ni Slovenca, ki ne vriska
- Rock me
- Spomin na pevca še živi
- Ajda na polju
- Neskončno zaljubljena
- Poljub pod pajčolanom
- Ko rož'ce ji bom sadil
- Gromska strela
- Franjo je zaljubljen
- Kok nam je luštn' (z Janom Plestenjakom in Zdenkom Cotičem - Cotom)
- Tvoje solze me bolijo
- Huda ura rock nažiga
- Sreča je v naju